# Yin en yang
Yin en yang (☯) zijn Chinese begrippen die verwijzen naar twee tegengestelde principes of krachten waarvan alle aspecten van het leven en het universum doordrongen zijn.
Het yin-yangsymbool is de Oud-Chinese voorstelling van de kosmische dualiteit, waarbij yin vrouwelijkheid (aarde, koude, het noorden, vochtigheid) symboliseert en yang mannelijkheid (hemel, warmte, het zuiden, droogte). Het zijn echter niet louter tegenstellingen, maar vooral complementaire (elkaar aanvullende) waarden.

## Uitleg
Het universum, dat wil zeggen alles wat er is en niet is, wordt de Tao (of Dao) genoemd. De Tao is niet te kennen, te begrijpen of te duiden. De Tao manifesteert zich in twee tegengestelde waarden: yin en yang. Dit zijn geen absolute polen. Net zoals goed en kwaad bestaan beide waarden slechts in relatie tot elkaar. Je kunt 'lang' uitsluitend lang noemen in relatie tot 'kort'; beide kunnen dus niet afzonderlijk (op zichzelf) bestaan.
Yin wordt in verband gebracht met de donkere maan (die afgekeerd is van de zon) en staat zonder oordeel voor de vrouwelijke natuur. Yang wordt in verband gebracht met de heldere zon en komt zonder oordeel overeen met de mannelijke natuur.
Yin: de donkere zijde van de berg en yang: de lichte zijde van de berg. Yin en yang zijn de uitdrukkingsvormen van de Tao en hebben op zichzelf geen waarde. Men kan dus nooit een yin- of yang-mens zijn in absolute zin.
Yin en yang worden in de regel met respectievelijk zwart en wit aangegeven. Yin en yang zijn 'gevangen' in een cirkel, dat symbool staat voor de tao; taoïsme, het Taijitu (太極圖), ook bekend als het T'ai Chi-symbool.
Yin yang toont zich (manifesteert zich) volgens een aantal principes:
- Yin en yang is geen statisch fenomeen; het is een dynamisch proces, dat nooit stopt of gestopt kan worden.
- Alles is gebonden aan de dynamiek/beweging van het yin-en-yang-principe.
- Yin of yang kunnen ook niet verdwijnen of ontbreken.
- Het absolute yin of absolute yang bestaat niet. Er is geen absoluut donker of licht; in de nacht wanneer het donker is, kan men toch zien en overdag zijn er altijd schaduwen.
- Iets kan pas yin of yang genoemd worden wanneer men het vergelijkt met iets anders.
- Yin en yang zijn onderling verbonden, wanneer één waarde te groot wordt, dan remt de ander af.
- Yin is de veroorzaker van yang; hetgeen in het symbool tot uitdrukking wordt gebracht door de witte stip in donkere yin.
- Yang is de veroorzaker van yin; hetgeen in het symbool tot uitdrukking wordt gebracht door de zwarte stip in het lichte yang.

Leven is als een dans met goed en kwaad, Yang en Yin (Alan Watts Awakening). De begrippen God, AL of Central Self (Alan Watts Consciousness) omvatten goed en kwaad. In de oosterse filosofie zijn er vele wijsheden waarin de kwade kant van het goede en de goede kant van het kwade verwoord worden.
Niets in het universum is volledig yin of volledig yang. Wanneer men door het midden van de cirkel van het yin-yangsymbool een verticale lijn tekent, dan ziet men dat in de ene waarde ook de andere aanwezig is; de halve cirkels die ontstaan tonen in yin yang en in yang yin. De twee stippen geven aan dat het ene het begin is van het andere, dat yang het begin is van yin en yin het begin van yang.
De lijn die de 'scheiding' tussen yin en yang aangeeft, wordt niet als een rechte verticale lijn getekend. Het is een 'S' waarmee wordt aangeduid dat een en ander een dynamisch proces is. Je kan dus stellen dat yin en yang de te onderscheiden delen van de Tao zijn, die elkaar veroorzaken en in stand houden. Het zijn de delen van de eenheid (tao).
De begrippen yin en yang kunnen dus alleen in een wederkerigheid functioneren: water (yin) - stoom (yang) - ijs (yin). Het is dus niet zinvol om te zeggen dat yin = water en yang = boven o.i.d.
Hoewel yin staat voor vrouwelijkheid en yang voor mannelijkheid komen in het lichaam van beide seksen beide elementen voor. Dit wil niet zeggen dat iedereen precies voor 50% uit yin moet bestaan en voor 50% uit yang. Elke persoon heeft een unieke eigen verhouding van yin en yang, die door het leven ontregeld kan raken. Hoewel ontregeling van yin en yang tot ziekte kan leiden, geeft ontregeling ook nieuwe inzichten en mogelijkheden.
Er zijn verschillende factoren die invloed hebben op de beweging van yin en yang: de constitutie, het klimaat, het seizoen, de bezigheden en de emotionele omgeving. Alle componenten beïnvloeden elkaar constant en werken als een dynamisch netwerk.
Hierdoor is in balans zijn geen vast statisch moment, maar iemand in balans is in staat zich onder alle omstandigheden aan veranderingen aan te passen.
Leven is bewegen.
| yin        | yang      |
| ---------- | --------- |
| onder      | boven     |
| koud       | warm      |
| water      | vuur      |
| vrouwelijk | mannelijk |
| maan       | zon       |
| zwart      | wit       |
| donker     | licht     |
| passief    | actief    |
| haat       | liefde    |
| stilte     | beweging  |

De yin-yangfilosofie is tot op de dag van vandaag de basis van de Chinese cultuur; geneeskunst(acupunctuur), sport, dans of de complexiteit van de menselijke persoonlijkheid (Chinese astrologie en de I Tjing) e.d.
Een interessant voorbeeld van de dynamiek van yin en yang vindt men in de Chinese geneeskunst, van de lever stelt men dat deze yang bevat binnen het yin. Omdat de lever bloed opslaat, heeft de lever ook de yin-kwaliteit van vasthouden. Maar omdat de lever ook het Qi beweegt, heeft hij ook de yang-kwaliteit van beweging. De lever is dus zowel een yin- als een yang-orgaan.

## Geschiedenis
De oorsprong van yin en yang ligt duizenden jaren terug. Het principe wordt voor het eerst genoemd in de I Tjing, die stamt van ongeveer 3000 jaar voor Chr. Daarvoor trachtte men het leven te voorspellen, door op bepaalde tijden een schouderblad van een schaap in het vuur te houden, dat dan door de hitte brak en de vorm van de breuk aangaf wat men van de goden kon verwachten. In die tijd gebruikte de Chinees het schrift om met de goden te kunnen communiceren en aldus schreef men 'de uitkomst van de breuken' op het betreffende bot, die werden bewaard.
Uit al deze bewaarde en beschreven schouderbladen ontdekte men dat het leven niet door breuken in een bot te voorspellen was; het werd een goede oogst of niet, er brak wel of geen ziekte uit. Door deze niet te voorspellen beweging tussen het een en het ander, is het aannemelijk dat - om het leven toch te kunnen plaatsen/begrijpen - de oude Chinezen de bewegingen in de natuur als uitgangspunt hebben genomen; zomer - winter / dag - nacht / warmte - kou / regen - droogte / gezondheid - ziekte e.d. Bovendien betekent yin dan ook de donkere zijde van de heuvel, en yang de lichte zijde.

## Geen echte dualiteit
En zo kwam uiteindelijk het besef/bewustzijn, dat de Tao (het Alles) zich manifesteert in twee tegengestelde waarden 'die geen dualiteit vormen'. Yin (het éne) is niet beter dan yang (het ander) en andersom, ze zijn even-waardig aan elkaar. Evenwaardig betekent in deze gelijk én toch verschillend. Dus niet gelijkwaardig, ofwel een 'relatieve dualiteit'.
Deze wijze van denken is voor de westerse mens lastig. Dit komt o.a. doordat de taal, waarin hij zich uitdrukt geen beeld- maar een lineaire taal is. Hierdoor kan de essentie van zaken niet altijd eenvoudig worden weergegeven; zo zegt ons woord: 'arm' niet of het om een ledemaat gaat of dat men geen geld heeft. Onze lineaire uitdrukkingsvorm geeft ons ook de mogelijkheid het ene een meerwaarde te geven (dualiteit).
In dit kader is het interessant te zien dat het yin-yangsymbool, in de westerse wereld veelal wordt weergegeven met links/yin de kleur wit terwijl yin niet wit kan zijn omdat yin het donkere betekent. Zie het yin-yangsymbool rechtsboven.
In de oude authentieke Chinese literatuur wordt, omdat men toen niet van links naar rechts las, het yin-yangsymbool bovendien niet links-rechts/verticaal afgebeeld, maar horizontaal/boven-onder en yin, het donkere werd niet met zwart afgedrukt, maar met geel of rood.
Vanwege deze onzuivere interpretatie, is de essentie van de yin-yangfilosofie voor de westerse mens veelal moeilijk te begrijpen, waardoor de toepassing ervan gehinderd wordt.

## Unicode
In Unicode wordt het yin-yangsymbool geschreven als U+262F (☯).

## Trivia
- Op de eerste zondag in mei wordt in het Jongmyo-heiligdom een dans opgevoerd, deze staat symbool voor yin en yang. De dans wordt uitgevoerd door 64 dansers in 8 rijen. Het is een vorm van voorouderverering.
- Een liggend yin-yangsymbool was van 1955 tot 1970 het logo van de Nederlandse homo-emancipatievereniging COC.